# Red Star F.C.
Red Star Football Club (simpelt kendt som Red Star) er en fransk fodboldklub. Klubben blev stiftet i 1897 og er Frankrigs næstældste fodboldklub, efter Le Havre AC. Klubben har siden 1910 haft hovedsæde i Saint-Ouen.
Klubben spiller pt. (2020) i den tredjebedste franske række.
Klubbens hjemmebane er Stade Bauer.

## Navne
1897-1906 Red Star Club Français

1906-1927 Red Star Amical Club

1927-1946 Red Star Olympique

1946-1948 Red Star Olympique Audonien

1948-1950 Stade Français-Red Star

1950-1967 Red Star Olympique Audonien

1967-1978 Red Star Football Club

1978-1984 AS Red Star

1984-2003 AS Red Star 93

2003-nu Red Star F.C.

## Ejer og stab
- Ejer og president: Patrice Haddad[2]
- Cheftræner: Sébastien Robert
- Assistenttræener: Patrick Colleter